# 9389 Condillac
9389 Condillac è un asteroide della fascia principale. Scoperto nel 1994, presenta un'orbita caratterizzata da un semiasse maggiore pari a 2,2428757 UA e da un'eccentricità di 0,1162957, inclinata di 4,95520° rispetto all'eclittica.